# 威尔第剧院 (的里雅斯特)

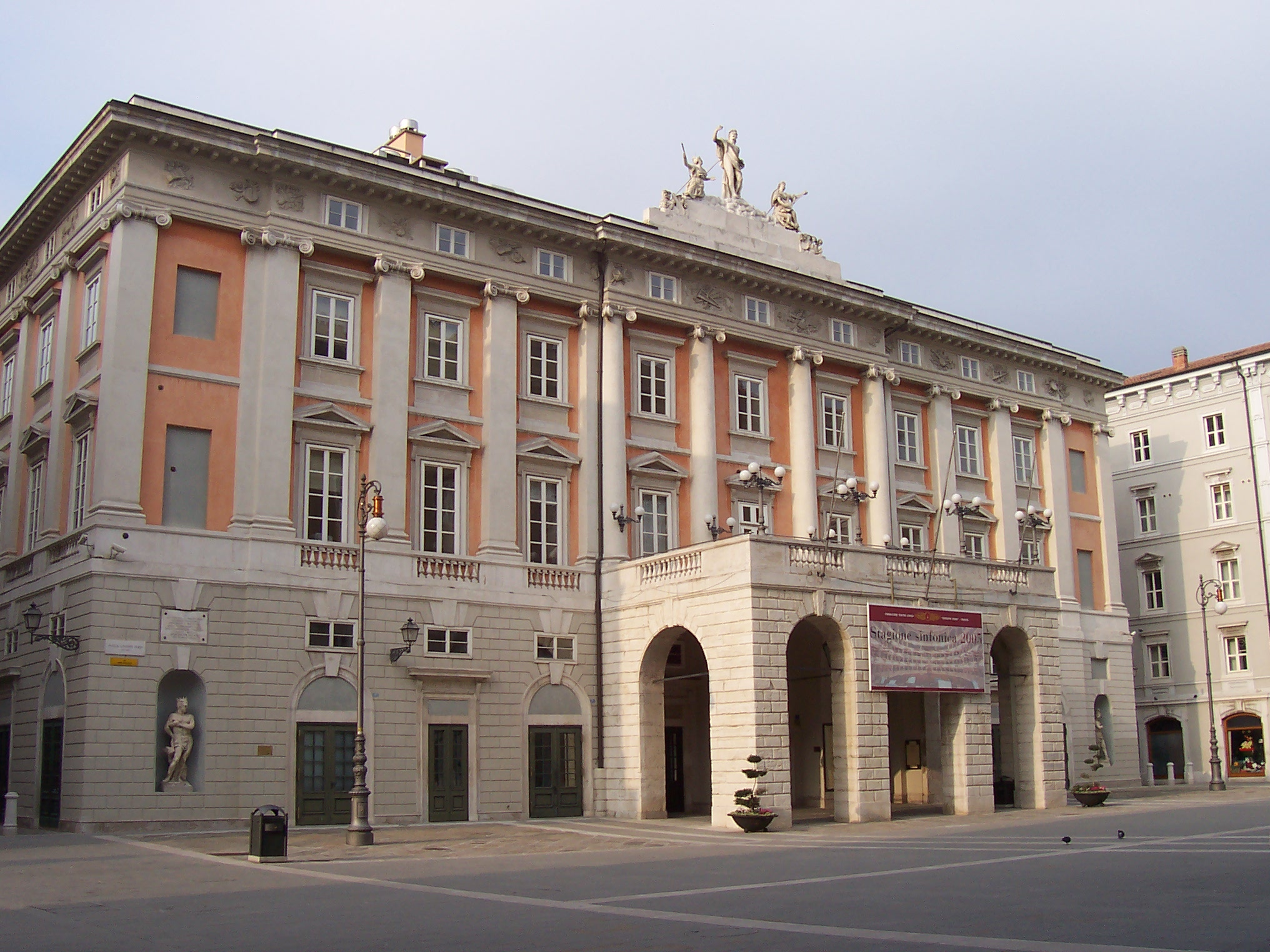
立面

威尔第剧院（Teatro Lirico Giuseppe Verdi）是意大利的里雅斯特的一座歌剧院，以作曲家朱塞佩·威尔第命名。1801年4月21日揭幕时，名为“新剧院”（Teatro Nuovo），有1400个座位，首演剧目是约翰·西蒙·迈尔（Johann Simon Mayr）的Ginevra di Scozia。1821年，改名为“大剧院”（Teatro Grande）。
到18世纪末，的里雅斯特显然需要一个新的剧院。它的主要剧院，圣彼得罗剧院（Teatro di San Pietro）只有800个座位，已经越来越不能满足需要，终于在1800年关闭。